# Stammsystem
Ein Stammsystem (auch Grundstruktur, Stammstruktur) wird als Ausgangsmolekül für die chemische Nomenklatur benötigt. Im Allgemeinen wird als Stammsystem ein Stammhydrid verwendet, d. h. ein Molekül, das nebst Wasserstoffatomen mindestens eines oder mehrere miteinander gebundene weitere Atome enthält. Es kann aber auch eine Stammverbindung eingesetzt werden, die bereits funktionelle Gruppen besitzt.
Der Name des Stammsystems wird durch verschiedene Operationen verändert:
- Bei der substitutiven Operation werden eines oder mehrere Wasserstoffatome durch andere Atome oder Gruppen ersetzt.
- Bei der Ersetzungsoperation werden eines oder mehrere Nicht-Wasserstoffatome durch andere Atome ersetzt.
- Bei der additiven Operation wird eine Struktur aus zwei oder mehreren anderen gebildet, ohne dass Atome verloren gehen.
- Bei der subtraktiven Operation werden ein oder mehrere Atome entfernt.
- Bei der konjunktiven Operation wird eine Struktur aus zwei oder mehreren gebildet, indem von jedem Stammsystem die gleiche Anzahl Wasserstoffatome entfernt werden.
- Bei der multiplikativen Nomenklatur werden mehrere gleiche Strukturen an eine symmetrische, mehrbindige Struktur gebunden.

## Abgrenzung
Auch Derivate lassen sich von einer Stammverbindung ableiten. In dieser Bedeutung besitzt die Stammverbindung jedoch ähnliche funktionelle Gruppen und nicht notwendigerweise auch das gleiche Stammsystem.

## Beispiele

### Substitutive Operation
Stammhydrid Silan mit einem Silizium-Atom:
Vom Stammhydrid durch Ersetzen eines Wasserstoffatoms abgeleiteter Name Chlorsilan:

Stammverbindung Essigsäure
Von Essigsäure durch Substitution dreier Wasserstoffatome abgeleiteter Name Trifluoressigsäure

### Subtraktive Operation
Stammhydrid Pentan mit fünf Kohlenstoff-Atomen:
Vom Stammhydrid durch Entfernen zweier Wasserstoffatome abgeleiteter Name Pent-2-en.